# Війна Кіоджи (1378—1381)
Війна Кіоджи (італ. Guerra di Chioggia) — війна між Генуезькою та Венеційською морськими республіками та їх союзниками, яка тривала в 1378—1381 роках. Була останньою з низки венеційсько-генуезьких воєн. Війна мала неоднозначні результати. Венеція виграла війну проти своїх генуезьких суперників, однак програла війну проти угорського короля Людовіка Великого, що призвело до завоювання угорцями венеційських міст в Далмації.
У цьому конфлікті вперше були використані корабельні гармати для підтримки десантних операцій і, можливо, проти генуезьких галер. 

## Передумови
Дві морські республіки, Генуя та Венеція, довгий час були провідними торговельними державами, пов'язаними з Константинополем, що сприяло їхньому зростанню в високому середньовіччі. Їхнє суперництво за торгівлю з Левантом породило низку війн. Генуя, зазнавши попередніх поразок від венеційців, вийшла з підпорядкування міланським тиранам Вісконті в XIV столітті, хоча вона також була серйозно ослаблена Чорною смертю 1348 року, яка забрала в місті 40 000 жертв. Венеція брала участь у розчленуванні Візантійської імперії в 1204 році і поступово захопила землі на Адріатичному морі, вступивши в конфлікт з Угорщиною; на материковій частині Італії його наземне придбання породило суперництво з найближчим найбільшим містом, Падуєю.
Генуя хотіла встановити повну монополію на торгівлю в Чорноморському регіоні (що складалась з зерна, лісу, хутра та рабів). Для цього потрібно було усунути комерційну загрозу з боку Венеції в цьому регіоні. Генуя була змушена ініціювати конфлікт через крах монгольської гегемонії над Центрально-Азійським торговим шляхом, який досі був значним джерелом багатства для Генуї. Коли монголи втратили контроль над територією, торгівля стала набагато небезпечнішою та менш прибутковою. Тому Генуя вирішила розпочати війну, щоб забезпечити контроль над своєю торгівлею в районі Чорного моря.

## Союзники
Серед союзників Генуї були Угорщина та Падуя. Король Угорщини Людовик I завоював контрольовані Венецією міста в Далмації і в 1379 року угорські війська загрожували самій Венеції з суші з півночі. Падуанські війська під керівництвом Франческо I да Каррара перекрили комунікації Венеції на захід. Серед союзників Генуї також були патріарх Аквілеї та герцог Австрії Леопольд III.
Небезпека на суші здавалася Венеції незначною, доки вона могла тримати море відкритим для своєї торгівлі та продовжувати війну проти генуезців у Леванті. Союзники Венеції, серед яких був Бернабо Вісконті з Мілана, надали їй невелику допомогу з цього боку, хоча його найманці вторглися на територію Генуї. Міланські війська справді зазнали поразки у вересні 1379 р. у Валь-Бізаньо. Бернабо, деспотизм і податки якого розлютили міланців, був скинутий своїм племінником Джаном Галеаццо Вісконті в 1385 році. Ув'язнений у замку Треццо, він був отруєний у грудні того ж року.
Венеція мала підтримку Іоанна V Палеолога, візантійського імператора. У 1376 році генуезці допомогли Андроніку IV скинути Іоанна V, але в 1379 році Венеція повернула останнього на престол.

## Тенедос

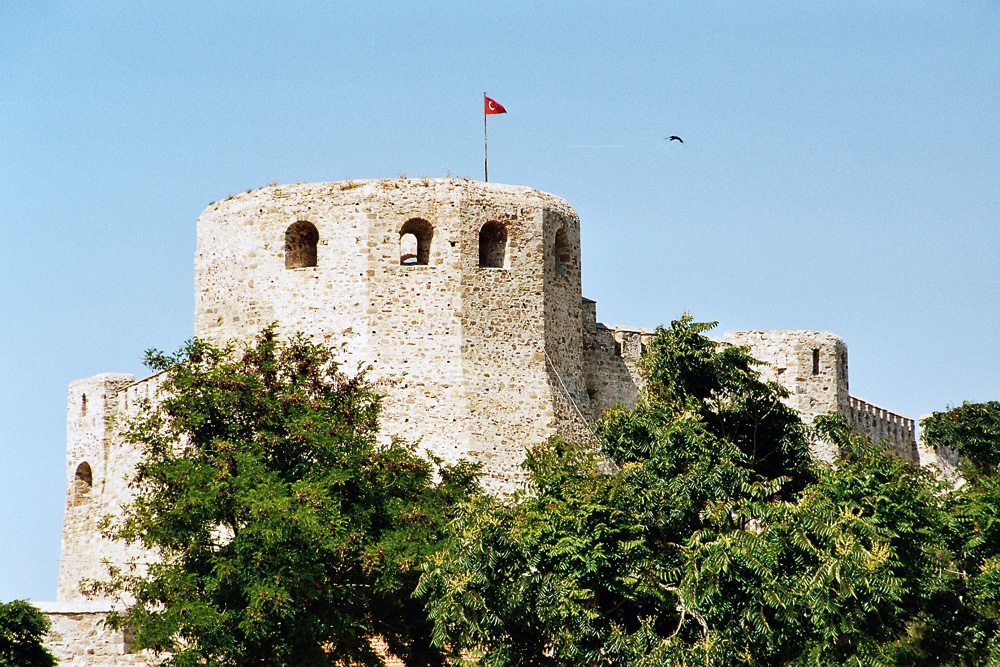
Венеційська фортеця на о.Тенедос (Бозджаада)

Війна велася переважно за контроль над островом Тенедос в Егейському морі, і обидві сторони підтримували різних претендентів на трон Візантійської імперії. Тенедос був придбаний Венецією у Візантійської імперії в 1377 році, але після цього конфлікту вони поступилися Савойї та евакуювали його в 1381 році. Папа вирішив, що замок на Тенедосі має бути зруйнований, а не бути джерелом суперечок між двома містами; 4000 грецьких остров'ян з Тенедосу були переселені на Крит і Евбею.

## Мис Анціо (30 травня 1378)
На першому етапі війни плани сенату були успішно реалізовані. У той час як Карло Дзено атакував генуезькі бази в Леванті, Веттор Пізані привів одну з їхніх ескадр до бою 30 травня 1378 року біля мису Анціо на південь від Тибру та розбив її. В битві, яка відбувалась під час шторму зійшлось 10 венеційських проти 11 генуезьких галер. Генуезький адмірал Луїджі Фієскі був захоплений разом із 5 своїми галерами, а ще дві зазнали кораблетрощі. Четирьом генуезьким гадерам вдалось втекти і вони попрямували до Фамагусти на Кіпрі, яка тоді була під контролем Генуї. Якби Пізані спрямував свій курс на саму Геную, яка була кинута в паніку через поразку під Анціо, можливо, він міг би продиктувати мир, але він вважав свою ескадру занадто слабкою, і вирішив переслідувати генуезькі галери, які втекли. до Фамагусти.

## Трау (1378)
Пізані повернувся в Адріатику і з флотом із 25 галер зруйнував порт Себеніко (сучасний Шибеник, Хорватія) і попрямував до Трау (сучасний Трогір, Хорватія), де було виявлено 22 генуезькі галери, якими командував Лучано Доріа. Пізані атакував Трау, але порт, сильно укріплений, встояв перед нападом. Венеційський флот, що в результаті атаки зазнав суттєвих пошкоджень, відійшли до Венеції.

## Битва при Полі (7 травня 1379р.)
Наступної весни (1379) венеційці знову спробували атакувати Трау, але були відбиті. Влітку 1379 року Пізані нападав на генуезців на Кіпрі, але головним завданням для венеційського флоту було заволодіння містами Істрії та Далмації, які підтримували угорців через острах перед агресивними амбіціями Венеції. Йому було наказано зимувати на узбережжі Істрії, де його екіпажі постраждали від охолодження та хвороб. Генуя, оговтавшись від паніки, спричиненої катастрофою біля мису Анціо, вирішила атакувати Венецію в її власних водах, поки найкращі сили венеційського флоту на чолі з Карло Дзено були відсутні. Лігурійська республіка направила в Адріатику сильний флот під керівництвом Лучано Доріа.
Венеційський флот Пізані навесні 1379 року отримав підкріплення, але коли він зустрівся з генуезьким флотом із 25 кораблів, що 7 травня вийшов з Поли в Істрії, венеційці все ще дещо поступались чисельністю своїм супротивникам, а їхні екіпажі відчували брак досвідчених моряків. Венеційський адмірал волів би уникнути битви і намагатись запобігати нападу на саму Венецію, погрожуючи генуезькому флоту зі своїх баз на узбережжі Істрії. Проте комісар (providitore) Мікеле Стено, який як агент сенату мав владу над адміралом, змусив Пізані вступити в бій. Венеційці зазнали поразки, втративши всі свої галери, крім шести. Проте генуезці також зазнали суттєвих втрат а адмірал Лучано Доріа загинув у битві, тож вони не наважились відразу розвинути успіх і напасти на Венецію.
Коли Пізані повернувся додому, його кинули до в'язниці. Однак пізніше він був звільнений, коли місту Венеції загрожували генуезці в битві при Кіоджі.

## Лідо і Брондоло (липень 1379)

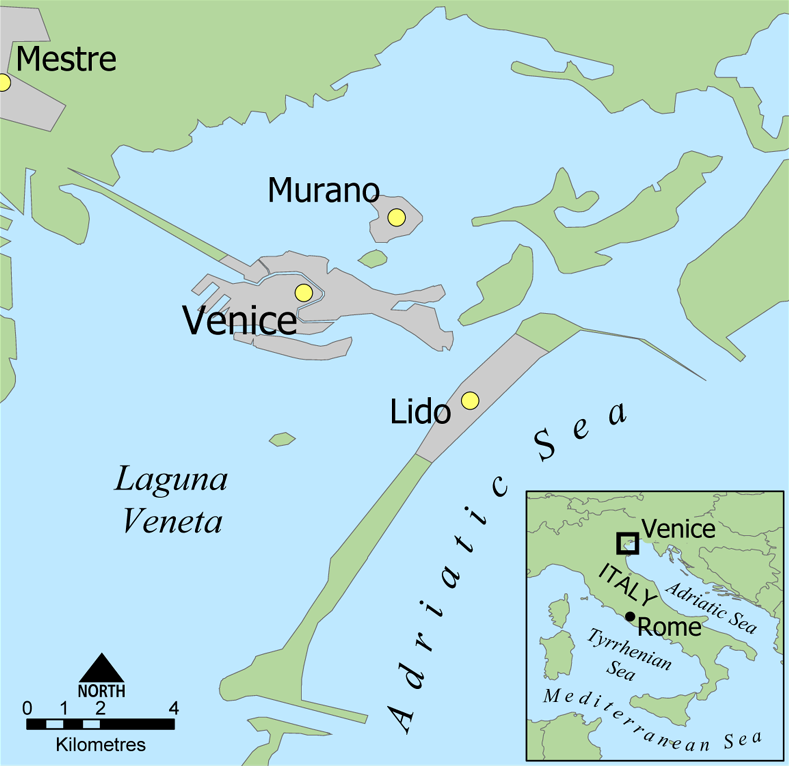
Лідо і Венеція.

Після прибуття П'єтро Доріа з підкріпленням,  у липні генуезці з'явилися біля Лідо, зовнішнього острівного бар'єру Венеційської лагуни, а в серпні вони розпочали комбіновану морську та військову атаку на місто разом із падуанцями на чолі з Каррарезі та угорцями.
Венеційці закрили проходи у Венеційську лагуну через протоки між островами, за винятком південного кінця, біля острова Брондоло та міста Кіоджа. Бар'єр з островів лагуни знаходиться тут близько до материка, і це положення сприяло спільним діямі генуезького флоту з сухопутними арміями падуанців та угорців, але сама Кіоджа знаходиться далеко від Венеції, куди можна було потрапити лише по вузьким каналам в лагуні. Венеційці прибрали буї, які позначали фарватер, і розмістили в лагуні легку ескадру. Незабаром союзники зайняли Брондоло.

## Битва за Кіоджу (серпень 1379–червень 1380)
Цей конфлікт отримав свою назву від рибальського портового міста Кіоджа, яке охороняв венеційський гарнізон із 3000 чоловік. 16 серпня 1379 року генуезці, яких з берега підтримували угорці та падуанці, здійснили несподіваний напал на південний кінець лагуни, пройшли на своїх кораблях по каналам лагуни та разом зі своїми союзниками атакували та захопили Кіоджу. До середини серпня 1379 союзники оточили Венецію.

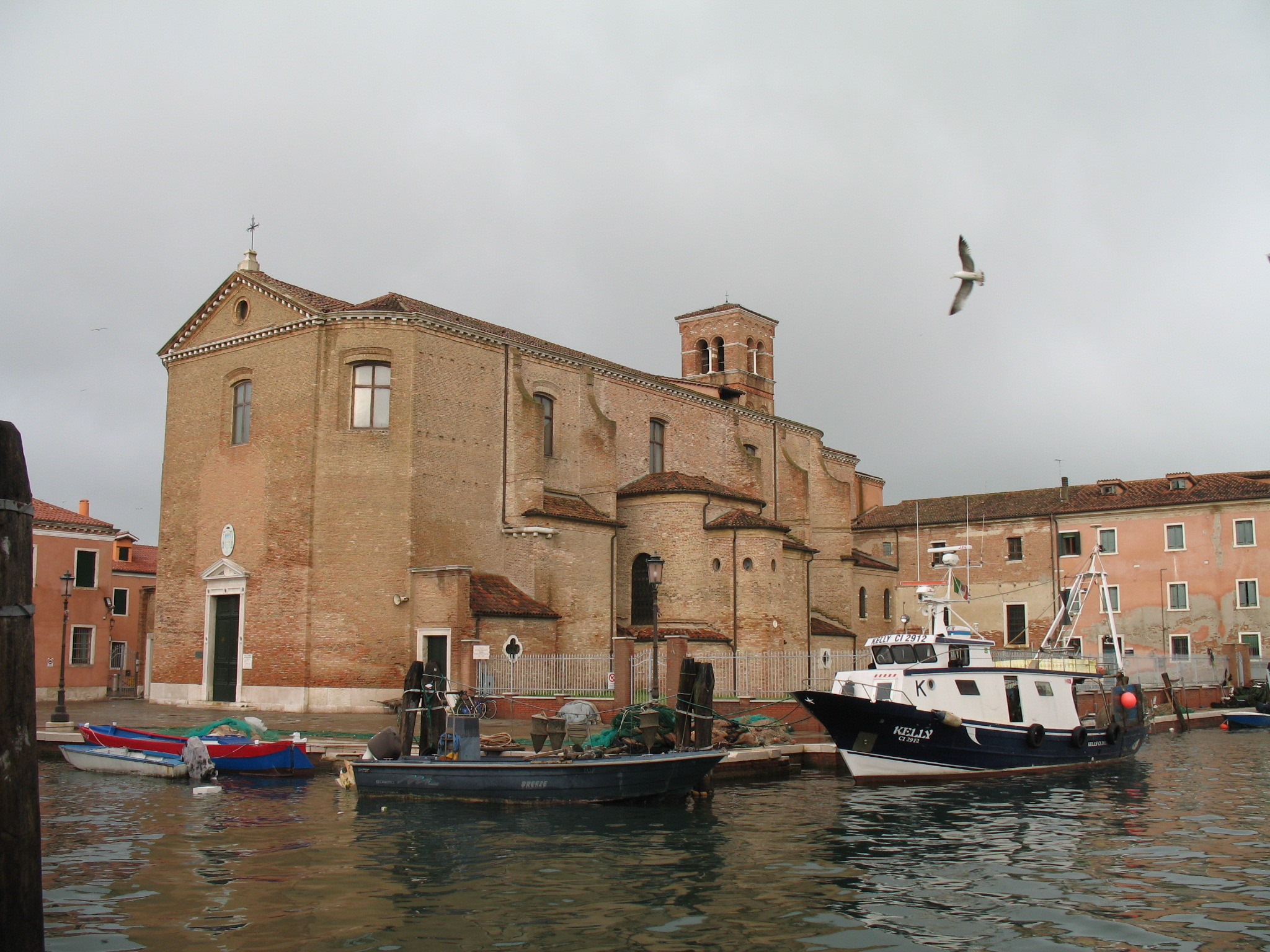
Місто Кіоджа

Венеційський сенат звернувся з проханням про мир, але коли генуезці відповіли, що вони мають намір «загнуздати коней святого Марка», венеційці вирішили битися до кінця. Усі венеційські резерви були мобілізовані, а Віттор Пізані, ув'язнений після битви при Полі, був звільнений на вимогу народу.
У ніч на 22 грудня 1379 року під покровом темряви дож Венеції Андреа Контаріні та Пізані блокували Кіоджу. Таким чином вони відрізали окупаційні сили як від падуанського, так і від генуезького флоту. Після початку цієї атаки на Кіоджу, венеційцям вдалося затопити кораблі та інші перешкоди в усіх каналах, якими генуезький флот міг би вийти з пастки у Кіоджі.
Венеційський галерний флот, який був у рейдерській експедиції в Середземному морі, досяг якірної стоянки біля Брондоло 1 січня 1380 року; цей флот перебував під командуванням Карло Дзено, який вирушив в свій рейд перед битвою при Полі та завдавав шкоди генуезькій торгівлі в Тірренському та Егейському морях аж до Бейрута та Родосу. Дзено повернувся додому вчасно, щоб приєднатися до блокади Кіоджи. Після цього сторони помінялись місцями і тепер в пастці і оточенні опинились вже самі генуезці.

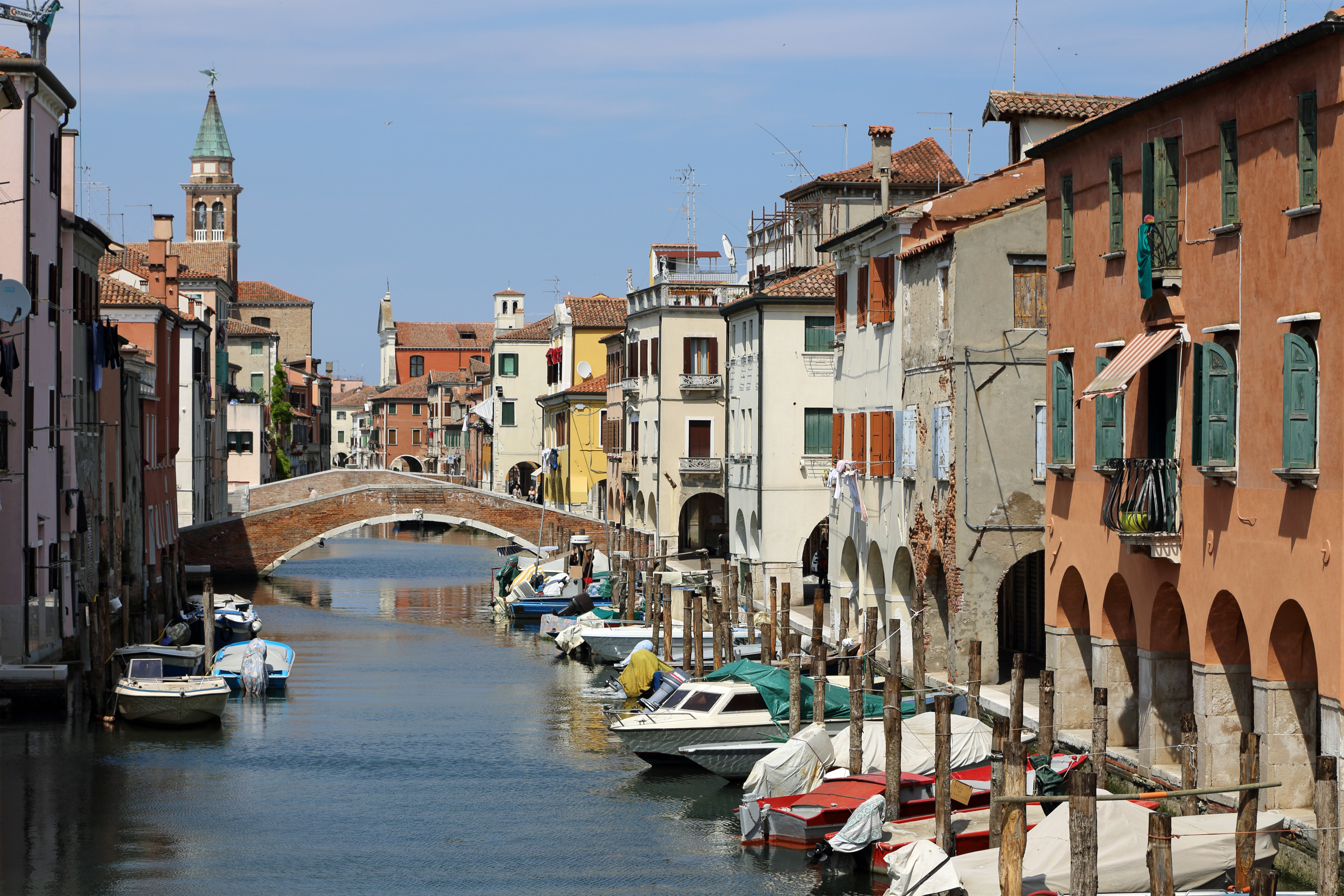
Канал Вена в Кіоджі

Атака на Кіоджу, яку утримували генуезці, була складна. Генуезці рішуче трималися в надії отримати допомогу з дому. Далі йшли місяці сутичок. Генуезці спробували розчистити барикади в каналах, а венеційці захистити їх. Генуезці також зазнали невдачі в спробі приборкати найманців, найнятих венеційцями, які їх облягали. Важким генуезьким суднам сильно заважали мілководдя і заплутані проходи через лагуну. Скориставшись їхнім збентеженням і власним знанням місцевості, Пізані здійснив низку дій, які повністю перевернули загарбників. Пізані здійснив низку нічних атак, під час яких він топив судна, навантажені камінням, не лише в каналах, що вели через лагуну до Венеції, але й у фарватерах, що вели від Кіоджі до відкритого моря навколо обох кінців острова Брондоло. Таким чином, генуезці опнились в пастці  в той самий момент, коли вони думали, що збираються обложити Венецію. Пізані розташував свої галери у відкритому морі за межами Брондоло, а протягом решти року щільно блокував ворога. Втрати та страждання самих венеційців були значними, але дож Андреа Контаріні та вельможі показали приклад, розділивши загальні труднощі та присягнувшись не повертатися до Венеції, доки не повернуть Кіоджу.
В Генуї були введені нові податки, щоб спорядити ескадри на допомогу обложеним в кіоджі силам. Лише 12 травня 1380 року її адмірал Маттео Маруффо зміг досягти околиць Брондоло з силою допомоги. До цього часу венеційці повернули собі острів, а їхній флот зайняв укріплену якірну стоянку, звідки вони відмовилися вийти. Маруффо нічого не міг вдіяти і 24 червня 1380 року захисники Кіоджі здалися.
Морська битва при Кіоджі відбулася 24 червня 1380 року в лагуні біля Кіоджи, в результаті якої Венеція здобула перемогу. Генуезці, майже голодні, здалися і таким чином дозволили венеційцям відновити контроль над Адріатикою.

## Туринський мир (1381) і наслідки
За посередництва «зеленого графа» Савойського Амадея VI сторони уклали мирний договір у Турині. Мирний договір не надавав формальних переваг Генуї чи Венеції в їх відносинах між собою, але поставив крапку в їх тривалій військовій конкуренції і після війни Кіоджи генуезькі військові флотилії більше не були помічені в Адріатиці .
Хоча за Туринським миром Венеція майже нічого не втрачала на користь Генуї, за цим же договором було погоджено, що Венеція підтверджує визнання угорського володіння Далмацією. Венеція також повинна сплачувати угорській короні щорічну данину в розмірі 7000 дукатів, а угорці зі свого боку визнавали монополію Венеції на річкову навігацію в Північній Адріатиці (між мисом Пальментарія та Ріміні) і вводилась заборона для далматинських купців на закупівлю товарів у Венеції на суму понад 35 000 дукатів.
Конфлікт був майже катастрофічним для обох сторін, і Генуя, безумовно, зазнала важкого удару, оскільки втратила перевагу на морі, яку ця морська республіка мала до війни. Венеція могла б постраждати так само, якби не її адмірали Веттор Пізані та Карло Дзено. Вона відновила свої сили і продовжувала своє зростання аж до поразки від Ліги Камбре в 1508 році.